# Celer (Cognomen)
Celer (lateinisch: „schnell“, „flink“) ist ein römisches Cognomen und Agnomen, das in den gentes der Caecilier, Domitier, Egnatier und anderen verbreitet war.
Nach Plutarch erhielt der Name seine heute bekannte Bedeutung, weil ein Metellier namens Celer nach dem Tod seines Vaters derart schnell Gladiatorenspiele veranstaltete, dass sein Name sprichwörtlich für Geschwindheit wurde. Möglicherweise leitet der Name sich auch von den Celeres ab, der (wahrscheinlich berittenen) Leibgarde der römischen Könige und Vorläufer des ordo equester, welche ihren Namen wiederum eventuell von einem Anführer namens Celer hatten. Im 1. Jahrhundert n. Chr. kam das Cognomen in Florentia besonders häufig vor.

## Namensträger
Römische Republik
- Quintus Caecilius Metellus Celer († 59 v. Chr.), römischer Konsul 60 v. Chr.

Römische Kaiserzeit (27 v. Chr. – 283 n. Chr.)
- Marcus Holconius Celer, vermutlich der Sohn des Marcus Holconius Rufus, um die Zeitenwende
- Servius Asinius Celer, römischer Suffektkonsul 38
- Marcus Fadius Celer Flavianus Maximus, römischer Statthalter von Mauretania Tingitana zwischen 42 und 45
- Publius Egnatius Celer, stoischer Philosophielehrer, 1. Jahrhundert
- Gnaeus Avidius Celer Fiscillinus Firmus, römischer Statthalter, 1. Jahrhundert
- Lucius Bovius Celer, römischer Offizier, 1. Jahrhundert
- Celer (Architekt), gemeinsam mit Severus genannt, Architekten oder Ingenieure Neros
- Lucius Pompeius Vopiscus Gaius Arruntius Catellius Celer, Suffektkonsul 77
- Celer (Eques) († um 91), römischer Ritter
- Lucius Roscius Aelianus Maecius Celer, römischer Suffektkonsul 100
- Marcus Maecius Celer, römischer Suffektkonsul 101
- Quintus Insteius Celer, Suffektkonsul unter Hadrian oder Antoninus Pius
- Celer (Rhetoriker), Verfasser rhetorischer Schriften und kaiserlicher Sekretär bei Hadrian oder einem der beiden ersten Antonine
- Tiberius Lartidius Celer, Suffektkonsul um 125
- Marcus Licinius Celer Nepos, römischer Suffektkonsul 127
- Aulus Gellius Celer, Präfekt der Classis Flavia Moesica 127
- Gaius Petronius Celer, römischer Statthalter von Mauretania Caesariensis 137
- Lucius Marcius Celer Marcus Calpurnius Longus, römischer Suffektkonsul 144
- Numerius Marcius Plaetorius Celer, römischer Offizier, 2. Jahrhundert
- Gaius Vibius Celer Papirius Rufus, römischer Offizier, 2. Jahrhundert
- Gaius Iulius Celer, römischer Centurio, 2. oder 3. Jahrhundert
- Celer (Prätorianerpräfekt), römischer Prätorianerpräfekt unter Gordian III.
- Lucius Catius Celer, römischer Suffektkonsul um 240/241
- Appius Celer, römischer Offizier, 3. Jahrhundert
- Cornelius Celer, römischer Offizier, 3. Jahrhundert

Spätantike
- Celer (Statthalter), römischer Statthalter von Africa 429
- Celer (Konsul 508), oströmischer Konsul 508, Hofbeamter (magister officiorum) unter Kaiser Anastasius